# Jiřička obecná
Jiřička obecná (Delichon urbicum) je druh ptáka z čeledi vlaštovkovitých a společně s vlaštovkou obecnou a břehulí říční a skalní jeden ze čtyř zástupců této čeledi, který se vyskytuje ve střední Evropě. Areál rozšíření druhu je jinak podstatně širší, rozprostírající se od severní Afriky přes většinu Evropy východně až po střední Asii. Jiřička obecná je striktně tažným ptákem migrujícím na dlouhé vzdálenosti, jehož západní populace zimují v Africe jižně od Sahary a každoročně kvůli tomu cestou z hnízdiště na zimoviště a zpět překonávají tisíce kilometrů.
Jde o menšího, z dálky černobíle působícího ptáka, který je snadno rozeznatelný podle svého kontrastně bílého kostřce. Při pohledu zblízka je nápadný rovněž leskle modrým opeřením na velké části svrchní části těla a bíle opeřenýma nohama. Podobně jako ostatní vlaštovkovití se živí hmyzem, který chytá v otevřené krajině takřka výlučně ve vzduchu za obratného letu. Hnízdí typicky v koloniích, přičemž polokulovité, shora až na vletový otvor uzavřené hnízdo slepené z hlinitých hrudek původně jiřička stavěla na skalních stěnách, avšak dnes jej až na výjimky umisťuje zvenku na budovách a dalších stavbách. Snůška čítá 3–6 bílých vajec, jejichž inkubace trvá 14–16 dnů. O mláďata se starají oba rodiče.
Jiřičku obecnou Mezinárodní svaz ochrany přírody z globálního pohledu hodnotí jako málo dotčený druh. Přestože se zdá, že stavy v řadě zemí Evropy v poslední době klesají a jako mírně ubývající se jeví i celková evropská populace tohoto ptáka, početnost v Česku se v posledních dekádách zdá stabilní.

## Etymologie a systematika
Druh poprvé formálně popsal švédský přírodovědec Carl Linnaeus v desátém vydání svého díla Systema Naturae z roku 1758 pod názvem Hirundo urbica. K vytvoření současného rodu Delichon došlo britským přírodovědcem Fredericem Moorem roku 1854. Rodové jméno, Delichon, je anagramem starořeckého výrazu χελιδών (khelīdṓn), v překladu „vlaštovka“. Druhové jméno, urbicum (v minulosti uváděna varianta urbica), pak v latině znamená „městská“.
České pojmenování jiřička je onomatopoického původu, odvozeno od švitořivého hlasu tohoto ptáka. Ve staročeštině se název objevoval ve vícero podobách, včetně jiřicě či jiříček.
Rod Delichon se od rodu Hirundo (vlaštovka) evolučně oddělil relativně nedávno a všichni 4 jeho členové jsou si na první pohled vzhledově podobní modravě tmavou svrchní částí těla kontrastující s bílým kostřcem a stejně zbarvenou spodinou těla. V minulosti byla jiřička obecná považována za konspecifickou s jiřičkou východoasijskou (D. lagopodum), označovanou za poddruh jiřičky obecné, avšak prokázané rozdíly v morfologii, rozsahu bílého kostřece a hlasovém repertoáru vedly většinu autorů k přehodnocení klasifikace taxonu jako samostatného druhu.
Příležitostně se objevují hybridi jiřičky obecné s vlaštovkou obecnou a vzácněji i s břehulí říční. Kříženci jiřičky a vlaštovky jsou pravidelně v malých počtech pozorováni i na území Česka, přičemž je většina z nich odchycena na hromadných nocovištích vlaštovek v rákosí.

### Poddruhy
Dle IOC World Bird List se u jiřičky obecné rozlišují celkem 2 poddruhy:
- D. u. urbicum (Linnaeus, 1758) – západní, střední a severní Evropa až západní Sibiř;
- D. u. meridionale (Hartert, 1910) – severní Afrika, jižní Evropa až jihocentrální Asie.

Zeměpisná proměnlivost je převážně klinální, projevující se zmenšováním velikosti od severu k jihu.

## Popis

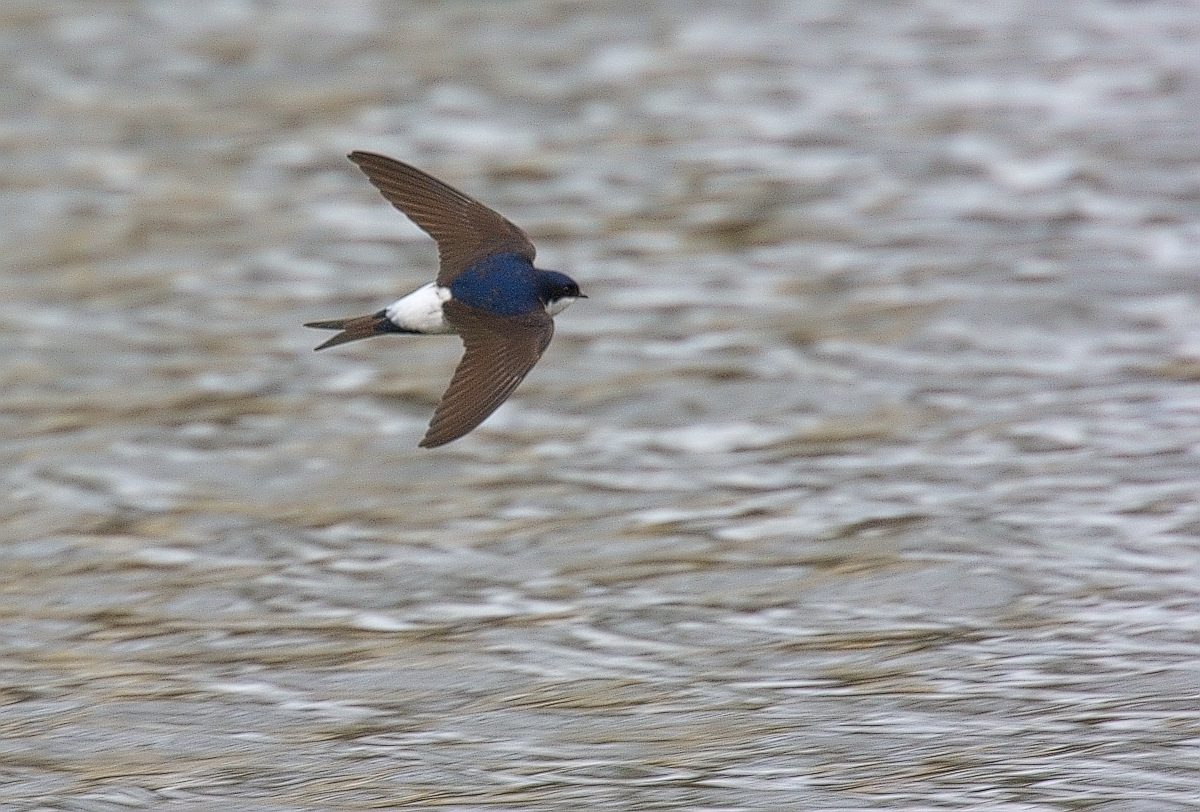
Jiřička obecná v letu, s dobře viditelným bílým kostřcem kontrastujícím s tmavou svrchní částí těla

Velikosti vrabce a o něco menší než vlaštovka obecná, s mírně vykrojeným ocasem bez nápadně prodloužených krajních ocasních per. Rovněž délka křídla a zobáku je u jiřičky kratší než u vlaštovky. Délka těla je 13,5–15 cm a rozpětí křídel 26–29 cm. Hmotnost se pohybuje v průměru kolem 18 g.
Na první pohled z větší vzdálenosti působí černobíle, se spolehlivým poznávacím znakem v podobě výrazného, ostře kontrastujícího bílého kostřce. Svrchní strana těla je při bližším pohledu černá, s leskle modrým odstínem na temeni, pláštíku a lopatkách, spodina celá jednolitě bílá. Bíle opeřené má i nohy. Pohlaví jsou si zbarvením velice podobná, mladí ptáci mají matnější svrchní část těla téměř zcela bez modravého lesku a liší se rovněž špinavě hnědošedým hrdlem a vrškem hrudi. Duhovka je tmavě hnědá, zobák dospělých ptáků celý černý a u mláďat se žlutou špičkou dolní čelisti, nohy pod bílým ochmýřením světle masově načervenalé.
V letu ji od podobné vlaštovky obecné, břehule říční a skalní i rorýse obecného spolehlivě odlišuje již zmíněný bílý kostřec, viditelný i na velké vzdálenosti. Vlaštovka obecná (dospělí ptáci) se liší rovněž výrazně prodlouženými krajními ocasními pery, která ji propůjčují typickou siluetu hluboce vykrojeného ocasu (u jiřičky je vykrojení jen mírné), a při bližším pohledu i sytě červeným (u mladých ptáků hnědavorůžovým) hrdlem, které je u jiřičky bílé (příp. u mladých ptáků hnědošedé).

## Rozšíření a stanoviště
Hnízdní areál zahrnuje severní Afriku a velkou část Eurasie od Pyrenejského poloostrova severně po polární kruh (ve Skandinávii až po 71° s.š.), jižně po Malou Asii, severozápadní Indii a východně po střední Mongolsko a řeku Jenisej. Je tažná, se zimovišti v subsaharské Africe, kam migruje naprostá většina evropské populace, a v jihozápadní a jižní Asii.
Jiřička obecná hnízdí primárně na budovách a stavbách ve vesnicích, na statcích i ve městech, již jen místy tradičně na skalních stěnách a útesech daleko od lidských sídel. Dává přednost nižším polohám, ale v některých částech areálu vystupuje až do 2000−3000 m n. m. Potravu loví ve všech typech otevřené krajiny, v hnízdním období často v okolí listnatých stromů, na loukách, úhorech či jiných stanovištích bohatých na hmyz.

### Výskyt v Česku
V Česku hnízdí běžně na celém území od nížin po hory, přičemž vystupuje ještě výše než vlaštovka obecná. Na Šumavě jde až o 1458 m a v Krkonoších o 1410 m n. m.

## Biologie a ekologie
Let jiřičky obecné je hbitý a sestává z úseků rychlého mávání křídel následovanými fázemi plachtění, při kterých často prudce mění směr. V porovnání s vlaštovkou obecnou jiřička létá méně trhavě, spíše třepotavě a fáze plachtění jsou u ní delší. Frekvence úderů křídel u jiřičky dosahuje průměrné hodnoty 5,3 úderů za sekundu, zatímco u vlaštovky 4,4 úderů za sekundu. Jiřička rovněž loví obecně ve vyšších výškách než vlaštovka. Při pronásledování dravými ptáky dokáže ve vzduchu dosáhnout rychlosti až 74 km/h. Na zemi je oproti tomu možné jiřičku pozorovat jen zřídkakdy; nejčastěji jde o případy, kdy u kaluží sbírá stavební materiál na stavbu hnízda.
Rodiny jiřiček (vylétaných mláďat a dospělých ptáků) je možné často pozorovat ve velkých hejnech na drátech elektrického vedení. Mimo hnízdní období hromadně nocují na stromech (nikoliv v rákosí, jako v případě vlaštovky obecné) a na zimovištích se obvykle zdržují v malých hejnech.

### Tah

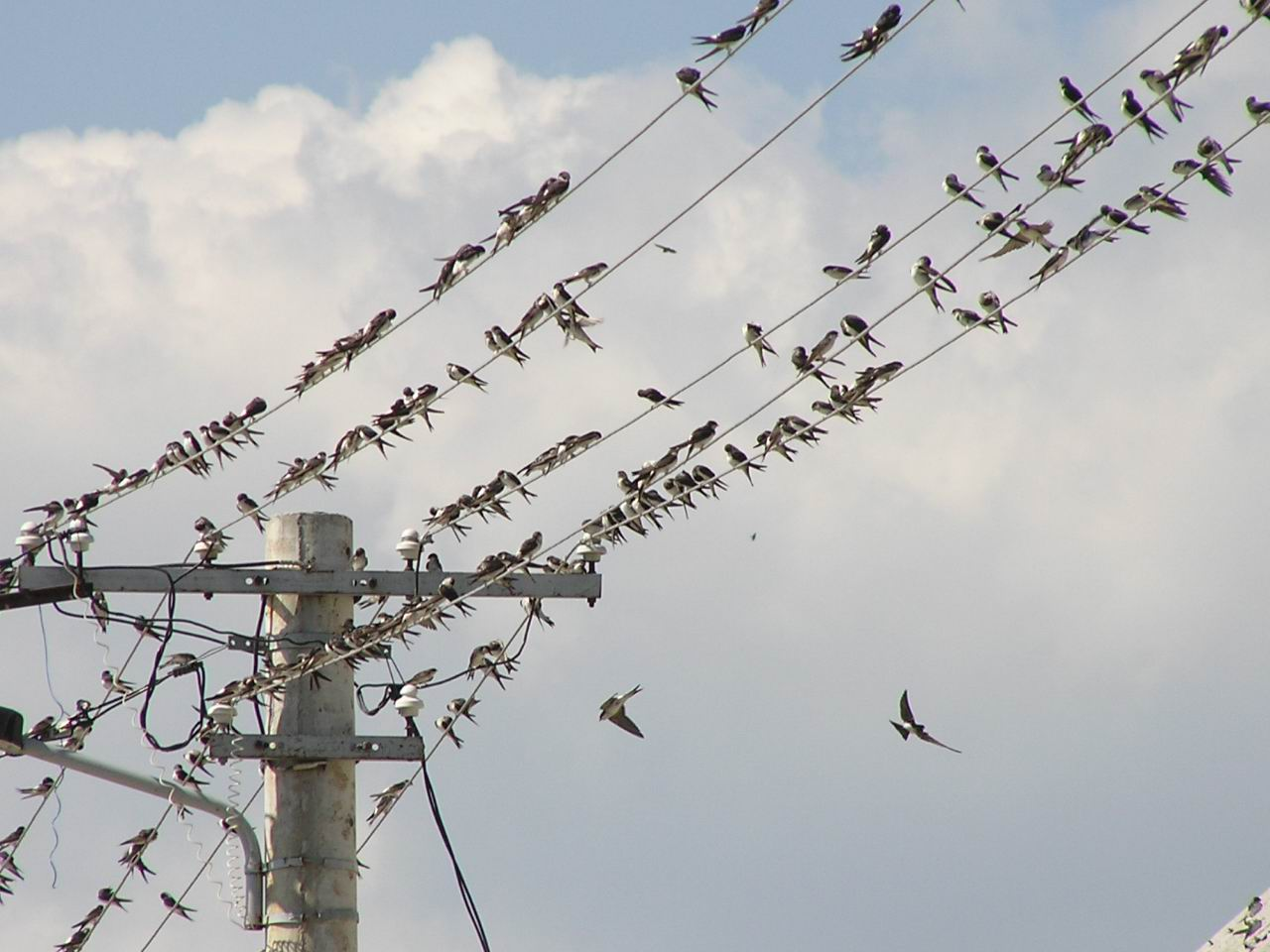
Hejno jiřiček na drátech elektrického vedení v srpnu před odletem na zimoviště (Rumunsko)

Jiřička obecná náleží k dálkovým migrantům, kteří táhnou přes den a v případě západních populací každoročně cestou na africká zimoviště a zpět urazí přes 15 000 km. Přestože jde o relativně běžného a nikterak vzácně kroužkovaného ptáka, detailnější informace o jeho tahových trasách, zastávkách a zimních destinacích dodnes do velké míry chybí. O jiřičkách označených na hnízdištích totiž existuje jen málo zpětných hlášení, jež navíc až na úplné výjimky nepochází ze zemí nacházejících se jižně od Sahary, kterou jiřičky z Evropy cestou na zimoviště každoročně překonávají. Tento jev byl dobře zdokumentován například ve Velké Británii, kde ze vzorku bezmála 300 000 okroužkovaných ptáků bylo zpětně hlášeno jen něco málo přes 1000 (0,4 %) z nich, přičemž 90 % záznamů pocházelo z území Británie a Irska, a pouze jeden jediný z Nigérie (domnělého zimoviště). Podobně je tomu také v případě Česka, kde z necelých 70 tisíc označených jiřiček nebylo k roku 2020 evidováno ani jedno zpětné hlášení z afrických zimovišť. Celý popsaný nedostatek informací o označených jiřičkách, který svou disproporcí vyniká i ve srovnání s vlaštovkou obecnou, jejíž migrační chování je díky většímu množství záznamů mnohem lépe popsáno, bývá připisován zejména tomu, že se jiřička mimo hnízdní období zdržuje ve vzduchu ještě ve větších výškách než vlaštovka a že nocuje na stromech, a nikoliv v rákosinách či v nízkých travních porostech, kde je odchyt a odečet kroužkovaných ptáků výrazně snazší.
V podmínkách střední Evropy jiřička obecná ze zimovišť přilétá hlavně ve druhé polovině dubna (někdy se však přílet může protáhnout až do konce května) a zpět odlétá nejvíce v průběhu září, přičemž část populace se na cestu vydává až v říjnu a v některých letech ještě později (historicky jsou na území Česka prokázaná pozorování jiřiček i v listopadu). Podzimní odlet jiřiček probíhá v průměru o několik (zhruba 10) dnů později, než je tomu u vlaštovky obecné, a to samé platí rovněž u jarního příletu na hnízdiště.

### Vokalizace
Často a výrazně se ozývá, zvláště na hnízdištích, a to typicky ostrým krátkým „britt“ nebo „pri–pit“. Při vzrušení vydává důrazné a náhlejší „čierr“. Zpěv je tvořen těžko popsatelným, ale spíše příjemně znějícím švitořením, které je méně melodické a pestré než u vlaštovky obecné.

### Rozmnožování

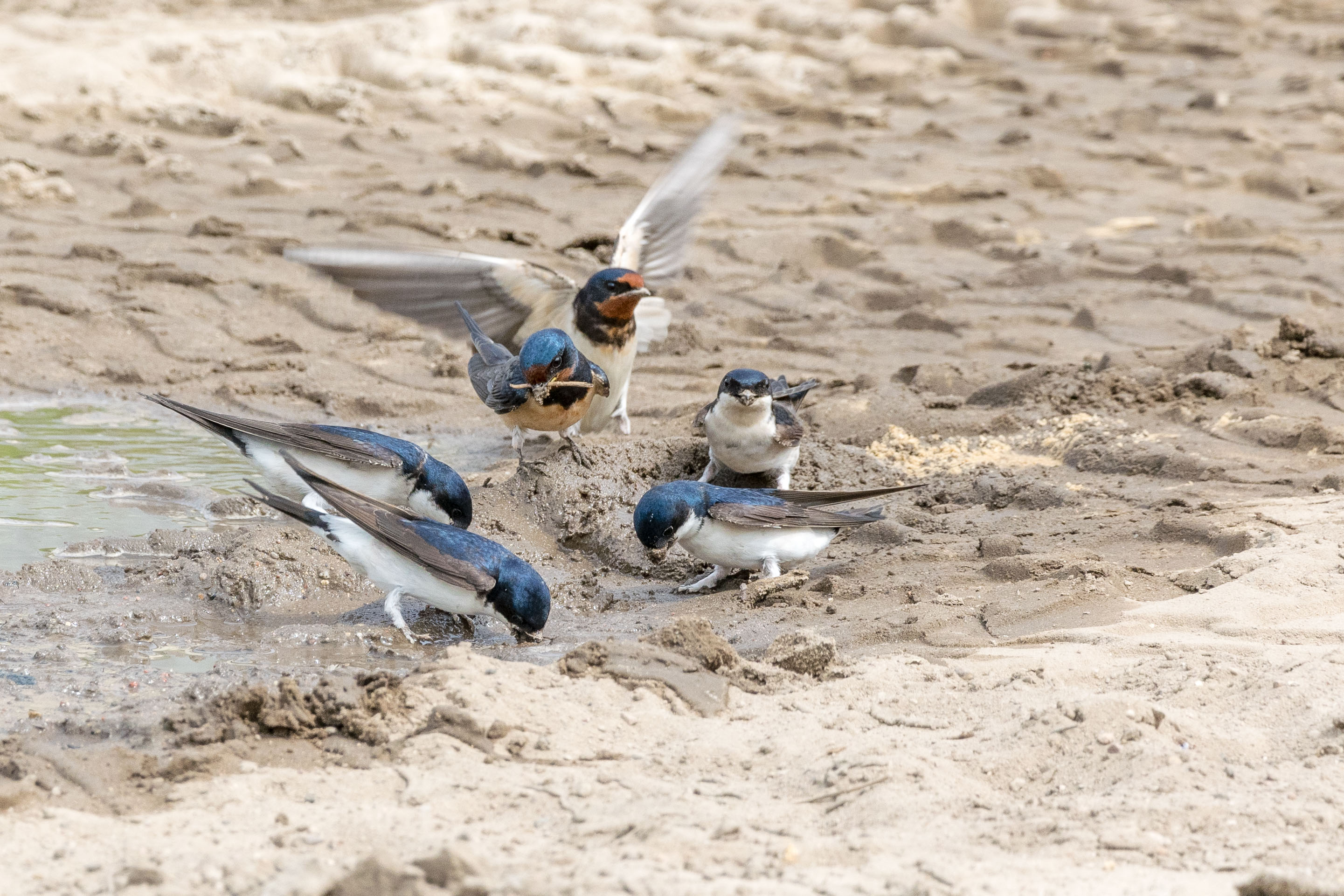
Jiřičky společně s vlaštovkami při sběru materiálu na stavbu hnízda

Pohlavní dospělost nastává ve 2. kalendářním roce. Hnízdění jiřiček probíhá zpravidla v koloniích, které mohou ve vhodném prostředí čítat desítky nebo i stovky párů (v průměru se však jedná o 4–5 párů). Staří ptáci vykazují vysokou míru věrnosti místu hnízdění, ale většinou meziročně nesetrvávají se stejným partnerem. Nedaleko od místa „zrodu“ se obvykle usazují rovněž mladí jedinci, přičemž juvenilní ptáci okroužkovaní na území Česka se v následujících letech rozptýlili průměrně pouze 1,3 km od místa vylíhnutí. Ze zimovišť přilétají jako první samci, kteří buď zabírají loňské hnízdo, nebo volí nové místo k hnízdění, a to až do příletu samic brání. Staří samci se vracejí nejdříve a obvykle zabírají stará hnízda, zatímco později navrátivší mladí samci častěji staví hnízda nová. Při námluvách samec se samicí létá v okolí hnízda, aby jí následně zpěvem lákal přímo na místo, kde má být nebo již je umístěno samotné hnízdo. K páření dochází obvykle až na hnízdě po jeho dostavění.

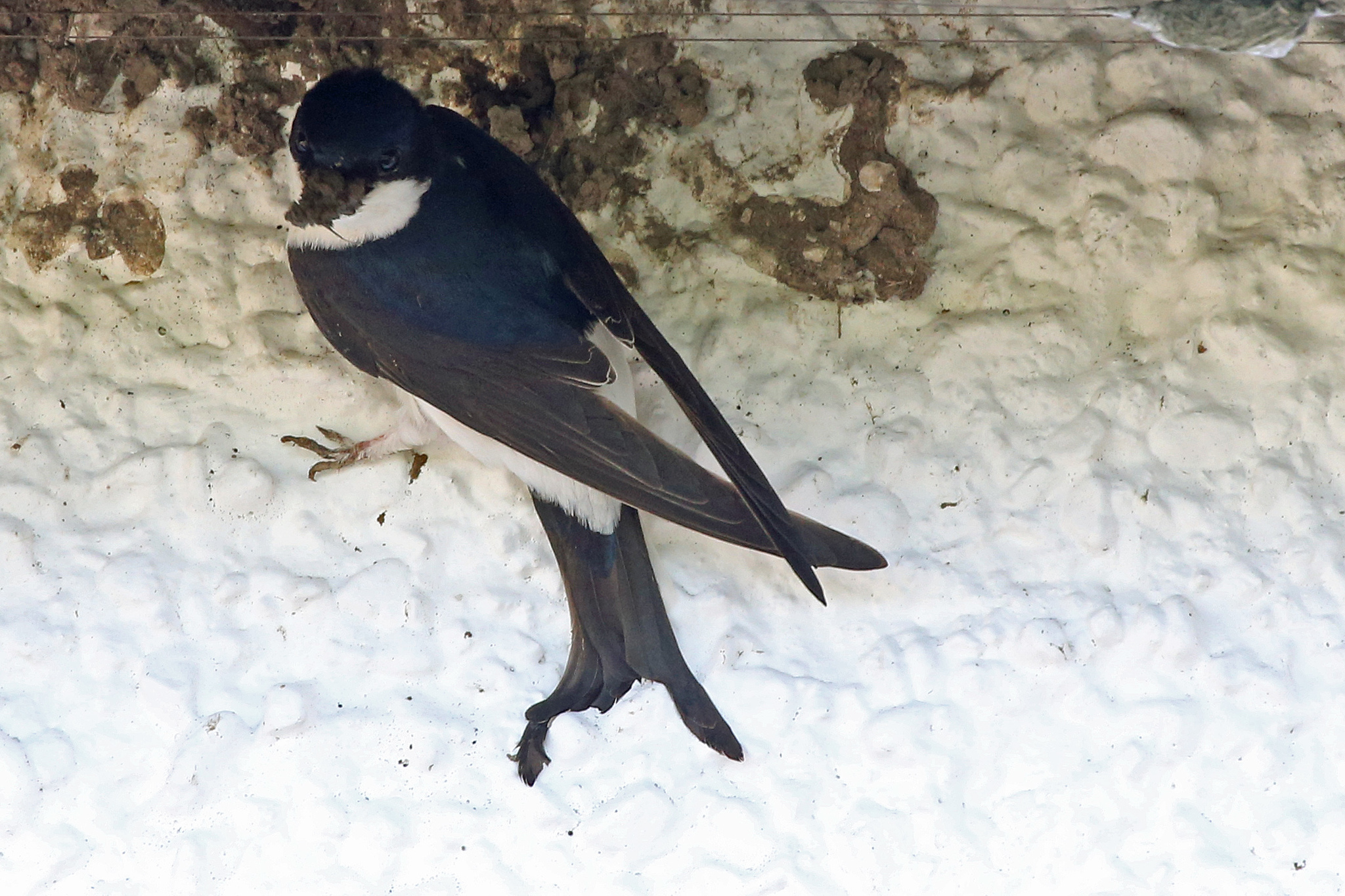
Jiřička při stavbě hnízda na domě s hrubou vápennou omítkou; ta nabízí dobrou přilnavost bahna jakožto stavebního materiálu k povrchu

Původně k hnízdění využívala skalní stěny, v důsledku urbanizace se ale dnes naprostá většina hnízd nachází zvenku na budovách a dalších stavbách v synantropním prostředí. Volba umístění hnízda závisí na mnoha různých faktorech a omezeních, avšak konkrétní místo by se mělo vždy nacházet blízko zdrojů potravy a bahna (stavebního materiálu), mít omezenou přístupnost pro predátory, zajišťovat úkryt před deštěm a nabízet podklad, který umožní silnou přilnavost stavebního materiálu hnízda k povrchu. Kombinace uvedených faktorů vede k tomu, že se hnízda jiřiček nachází nejčastěji pod předsunutými architektonickými prvky budov (střechami, balkony či lodžiemi, okapy, v rozích okenních rámů) s omítkou hrubší struktury, dřevem nebo cihlami jako ideálně adhezním podkladem pro stavbu. Hnízdo je polokulovitá, až na vletový otvor uzavřená stavba z hlinitých hrudek smíchaných se slinami a často také s rostlinnými stébly a trusem, umístěná nejčastěji ve výšce 5–6 m nad zemí (podobné hnízdo vlaštovky obecné se snadno pozná podle toho, že je shora celé otevřené). Výstelka je tvořena suchým rostlinným materiálem, peřím a srstí. Materiál na stavbu v podobě bahnitých hrudek sbírá typicky u kaluží a na otevřených březích vod ve vzdálenosti 200–600 m od hnízdiště, přičemž na stavbu jednoho hnízda, kterou zajišťují typicky oba ptáci, potřebuje 690–1495 hrudek bahna. Samotná stavba nového hnízda trvá v průměru 12,6 dnů, avšak v případě nepříznivého počasí se může výrazně protáhnout.

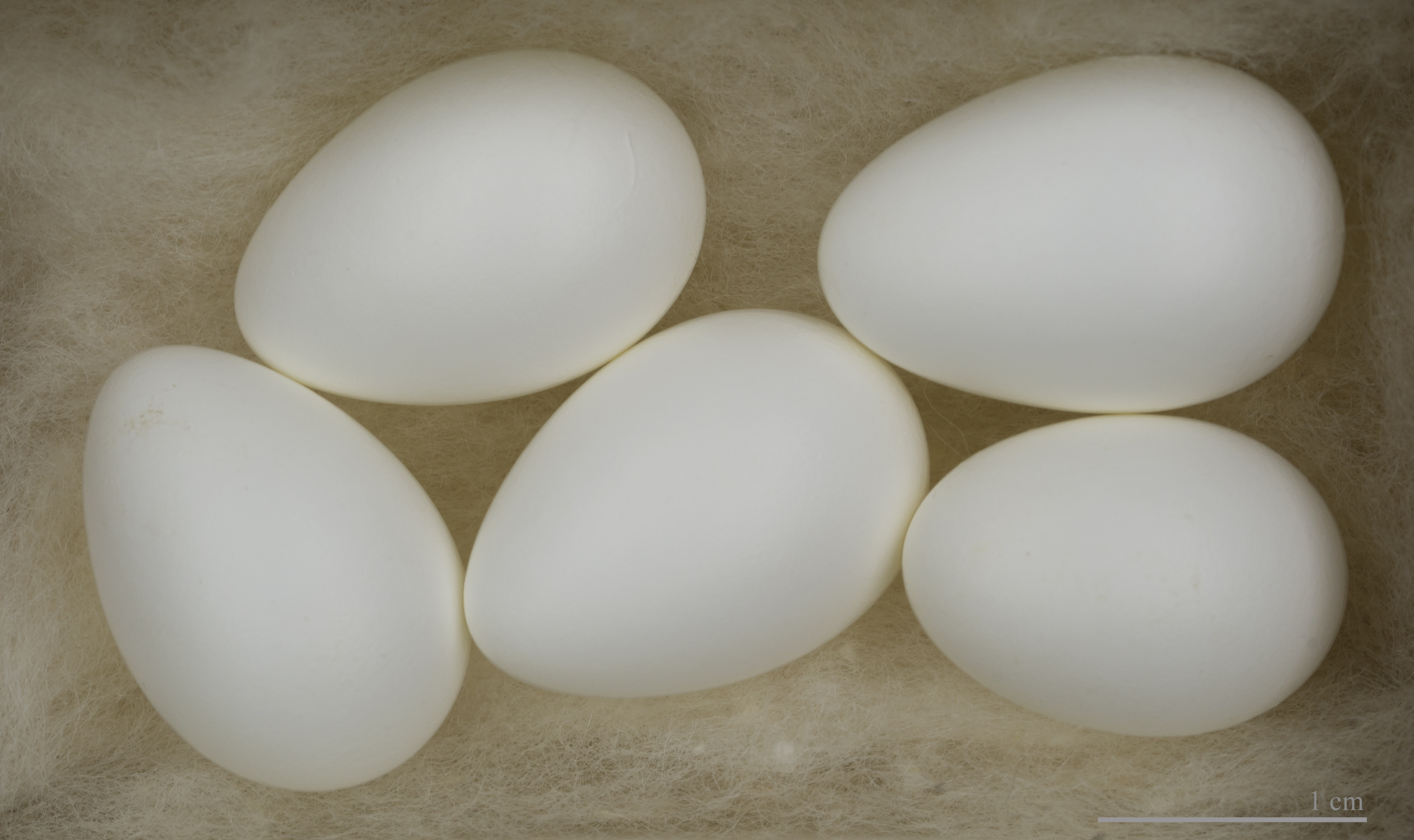
Vejce jiřičky obecné

V podmínkách střední Evropy hnízdí jiřička 2x ročně od května do srpna, v případě zničení první snůšky následuje náhradní hnízdění. Samice klade v jednodenních intervalech (někdy s jednodenní pauzou) 3–6 (1–7) čistě bílých vajec vejčitého tvaru o průměrných rozměrech 18,3 x 13,1 mm a hmotnosti 1,7 g. Na inkubaci, která začíná po snesení posledního vejce a trvá 14–16 dnů, se podílí oba partneři, avšak samice delšími časovými úseky. Mláďata jsou krmena oběma rodiči a hnízdo opouštějí po 22–32 dnech. Po vyvedení se ještě několik dní vracejí do hnízda nocovat, mláďata z druhé snůšky zde pak nocují obvykle až do odletu na zimoviště.
Hnízdní úspěšnost je vysoká; z 90 % nakladených vajec se líhnou mláďata a 60–80 % z nich je vyvedeno. Ve Velké Británii bylo částečně nebo zcela zmařeno 19 % hnízdních pokusů, přičemž nejčastějšími příčinami neúspěchu byl pád celého hnízda (32 %) a uzurpování hnízda likvidací vajec či mláďat jiným druhem (26 %; ve většině případů šlo o vrabce domácího a v jednom případě dle očitého svědectví o střízlíka obecného). Predace byla jako příčina nezdaru uvedena v 11 % a prokazatelné neúmyslné či úmyslné poškození hnízda člověkem ve 4 % případů. Opuštěná hnízda jiřiček využívají také jiné druhy ptáků, typicky již zmíněný vrabec domácí.

### Mortalita, dožití

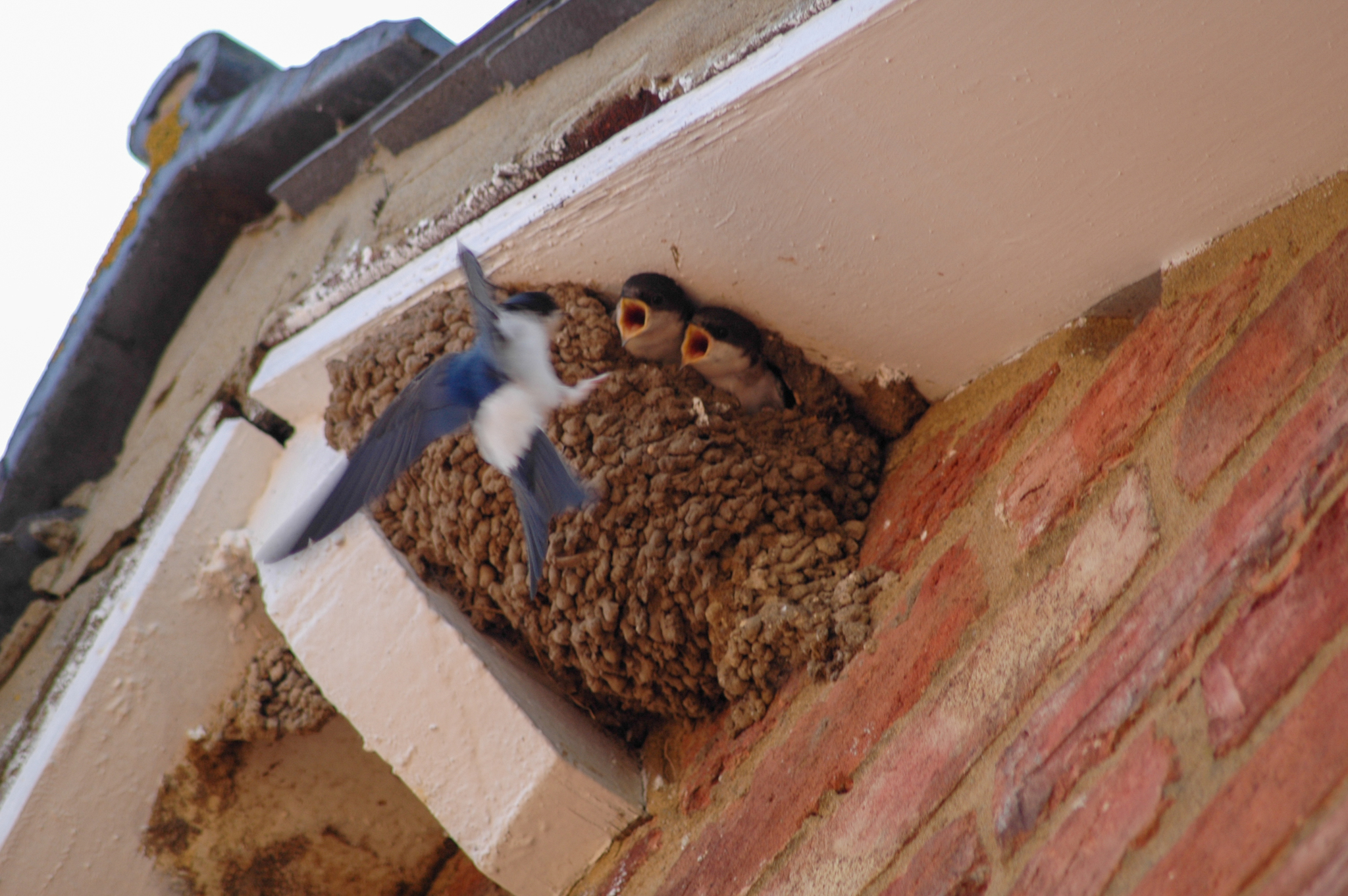
Dospělý pták při krmení mláďat na hnízdě

Dospělí zdraví ptáci nemají díky svému obratnému letu s výjimkou ostříže lesního a jižního a dřemlíka tundrového příliš dalších přirozených predátorů. Hlavní dopad na populace jiřiček má dlouhotrvající špatné (chladné a deštivé) počasí doprovázené nedostatkem potravy během hnízdění a v průběhu migrace. Extrémní situace tohoto typu byla zdokumentována například v roce 1974, kdy v důsledku enormně chladného podzimu byly v alpských regionech Švýcarska, Rakouska a jižního Německa nalezeny statisíce mrtvých vlaštovkovitých ptáků (vedle jiřiček šlo hlavně o vlaštovky obecné), načež se během příštího jara (roku 1975) populace jiřiček v celém Švýcarsku propadla o 25–30 %. Úmrtnost ptáků v Česku a na Slovensku dosáhla v prvním roce života 65,5 %. Nejvyšší zaznamenaný věk je 14 let a 6 měsíců.

### Potrava
Podobně jako všichni vlaštovkovití je i jiřička obecná hmyzožravá a svou kořist chytá téměř výhradně za letu (ke sběru hmyzu z vegetace nebo stěn budov dochází výjimečně). Výskyt jiných skupin bezobratlých v potravě je jen příležitostný a objemově zanedbatelný, reprezentovaný pavoukovci, měkkýši a korýši. Loví většinou relativně vysoko, v hnízdním období v průměru 21 m nad zemí ve vzdálenosti do 2 km od hnízda, často nad otevřeným terénem, v okolí stromů či nad vodou (kam se přesouvá hlavně za špatného počasí). Kořist lovená jiřičkou bývá v průměru menší než u vlaštovky obecné. Na hnízdištích jsou typicky dominantní potravou dvoukřídlí a mšice, na zimovištích představují významnou složku také létající mravenci. V potravě mláďat ve Švýcarsku bylo zaznamenáno 33 % mšic a 45 % menších dvoukřídlých, hlavně z rodů Brachycera a Nematocera; podobně dominantní podíl těchto dvou skupin hmyzu byl identifikován i v obdobné studii na hnízdech v okolí Moskvy, v Alžírsku pak oproti tomu mezi kořistí početně výrazně dominovali blanokřídlí (77,6 %, z toho 97,04 % představovali mravenci). Celkově byli v rámci několika studií mezi potravou přinášenou mláďatům zaznamenáni zástupci 14 řádů hmyzu.

## Ohrožení a ochrana
Mezinárodní svaz ochrany přírody (IUCN) hodnotí jiřičku obecnou jako málo dotčený druh. Přestože se zdá, že stavy v Evropě prodělaly mezi lety 1980 a 2013 mírný pokles a tento trend trvá patrně i nadále, úbytek početnosti v kontextu velikosti globální populace není považován za natolik rychlý, aby vedl k přehodnocení kritérií zranitelnosti druhu. Lokálně může docházet ke znatelnému kolísání početnosti, jak bylo zdokumentováno například v centru Londýna, odkud jiřičky v polovině 20. století kvůli zásadnímu zhoršení kvality ovzduší zcela vymizely, aby se sem po zlepšení situace znovu úspěšně vrátily. V roce 2015 byla evropská populace odhadnuta dohromady na 11,2–23,6 milionů párů. V Česku se celková početnost v letech 2001–03 odhadovala na 0,6–1,2 milionu párů, přičemž se zdá, že stavy zůstávají od 80. let stabilní (konkrétně mezi lety 1982 a 2018 je pak u nich patrný mírný vzestup).
Hnízda jiřiček umístěná na budovách někdy lidé srážejí kvůli trusu hromadícímu se pod nimi, čemuž lze snadno zabránit uložením dřevěné, plastové či plechové podložky pod hnízdo (ideálně aspoň 60–70 cm pod okrajem hnízda, kvůli snížení rizika predace). Jiřička obecná je přitom stejně jako všichni ptáci v Česku, jejich vejce a hnízdiště od roku 2004 chráněna zákonem 114/1992 Sb, o ochraně přírody a krajiny, na základě něhož je shazování hnízd spolu s jakýmkoliv jiným mařením hnízdění ptáků celoročně zakázáno. Případy porušení uvedeného zákona v Česku řeší Česká inspekce životního prostředí. Jiřičky lze naopak podpořit instalováním hnízdních podložek nebo umělých hnízd, která se umisťují vzhledem ke koloniálnímu stylu hnízdění těchto ptáků ideálně v počtu aspoň 3 hnízd vedle sebe nejčastěji zvenku pod střechu na viditelných, avšak před povětrnostními vlivy současně chráněných místech, která nabízí volný přístup pro hnízdící ptáky a nejsou dostupná predátorům (hlavně kunám a kočkám).

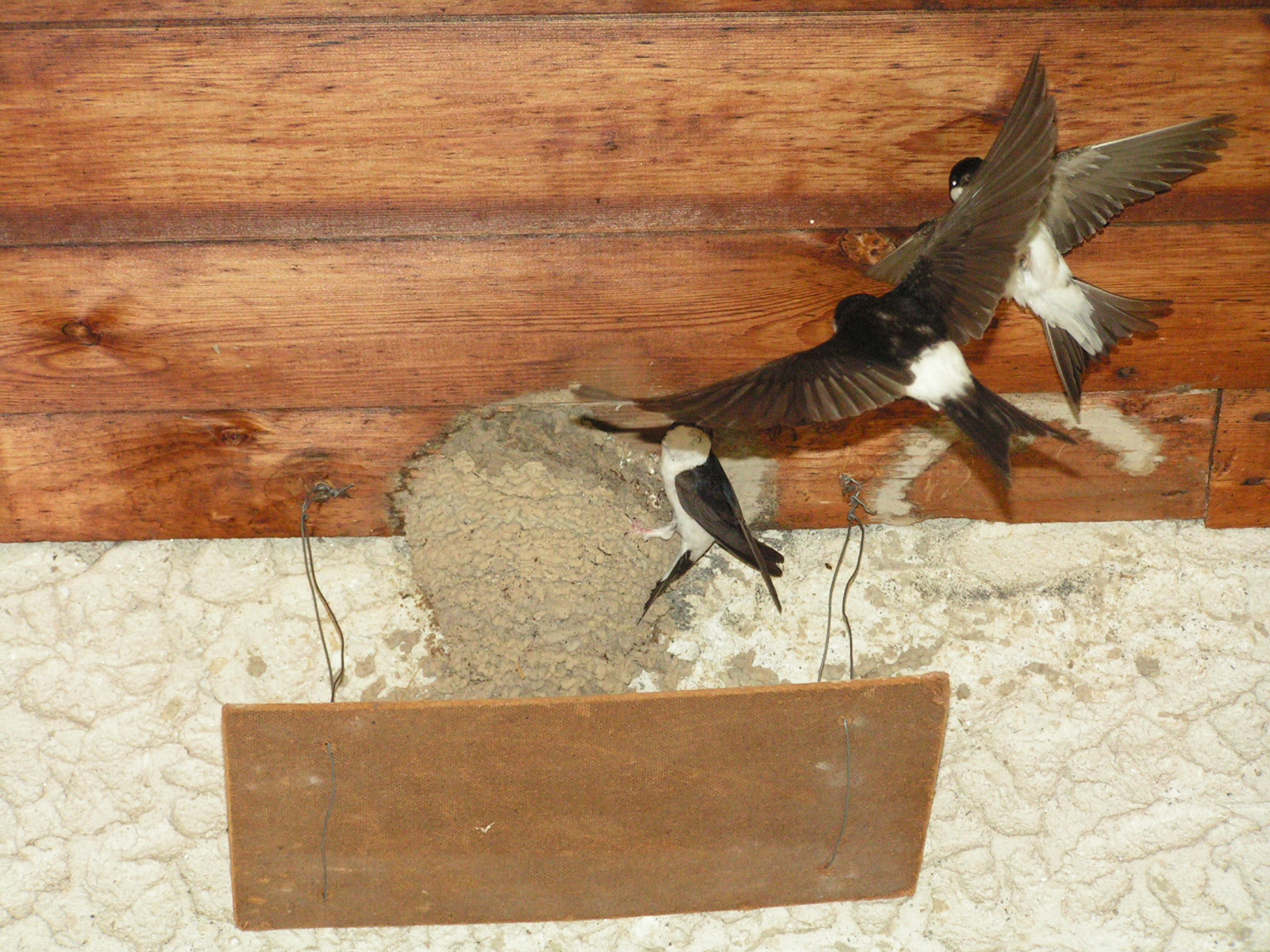
Hnízdo jiřiček s nainstalovaným prknem pod ním, bránícím hromadění trusu na zemi
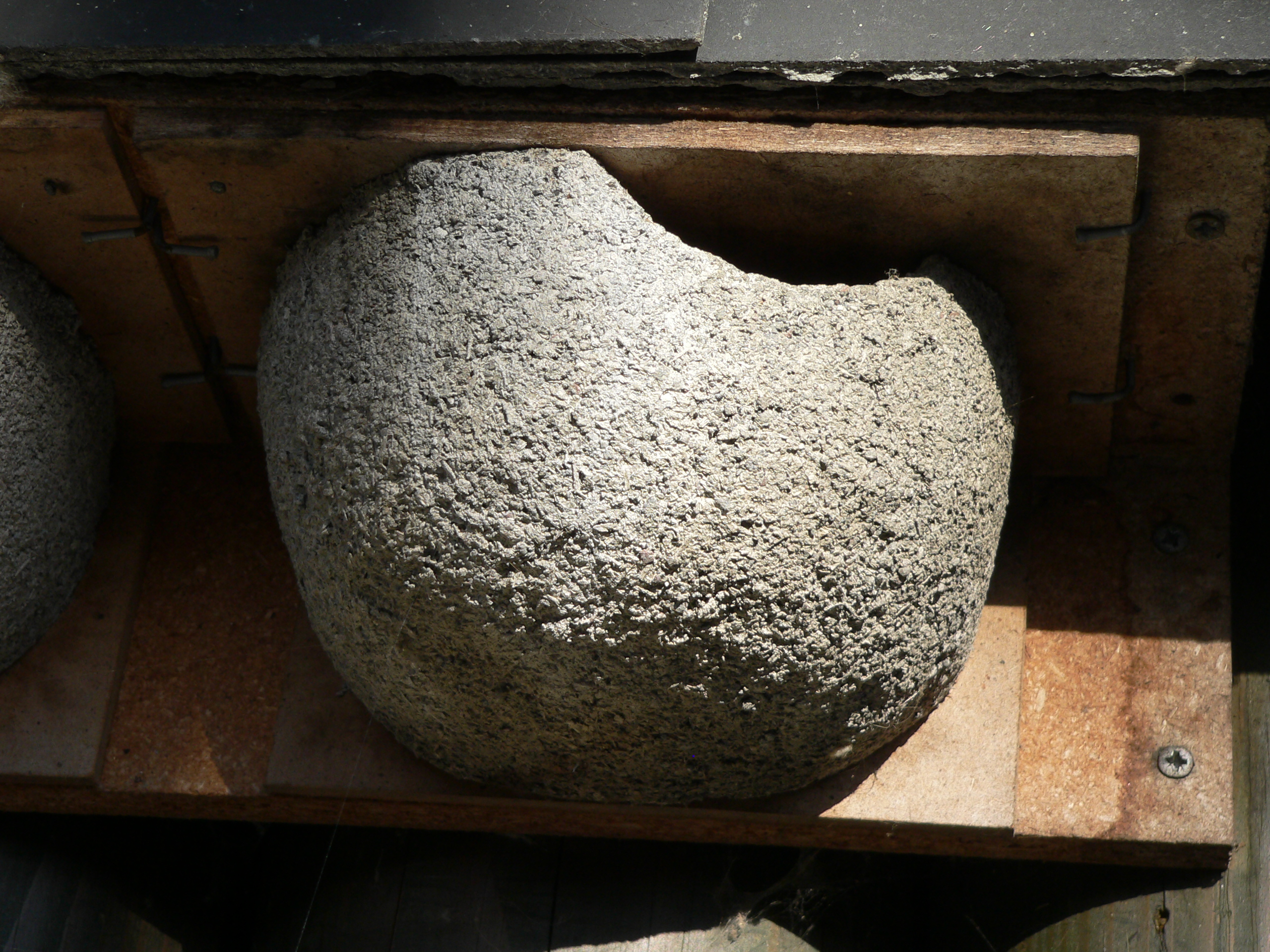
Příklad umělého hnízda pro jiřičky
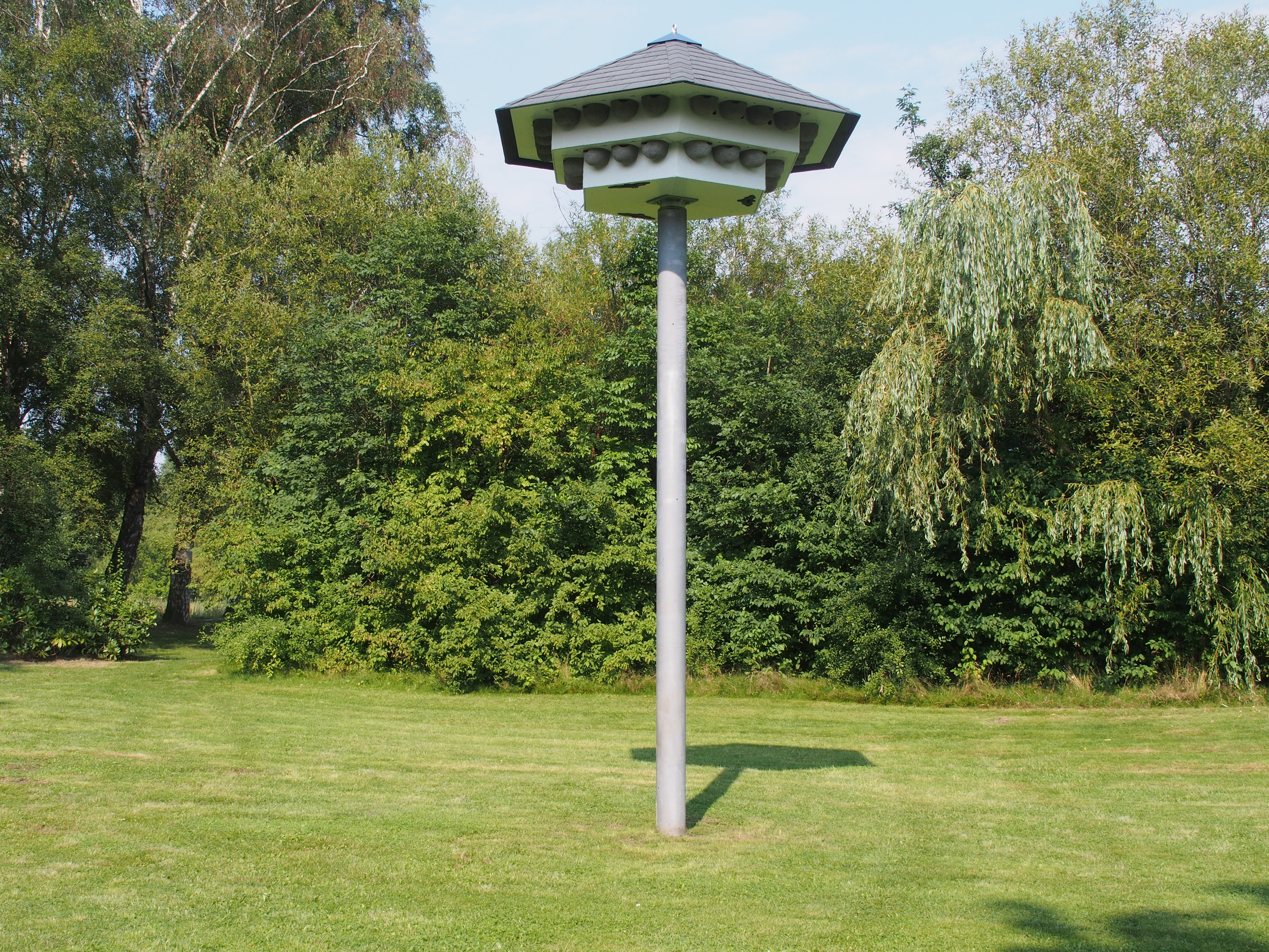
Speciální „jiřičkovník“ v Německu

## Vztah k lidem

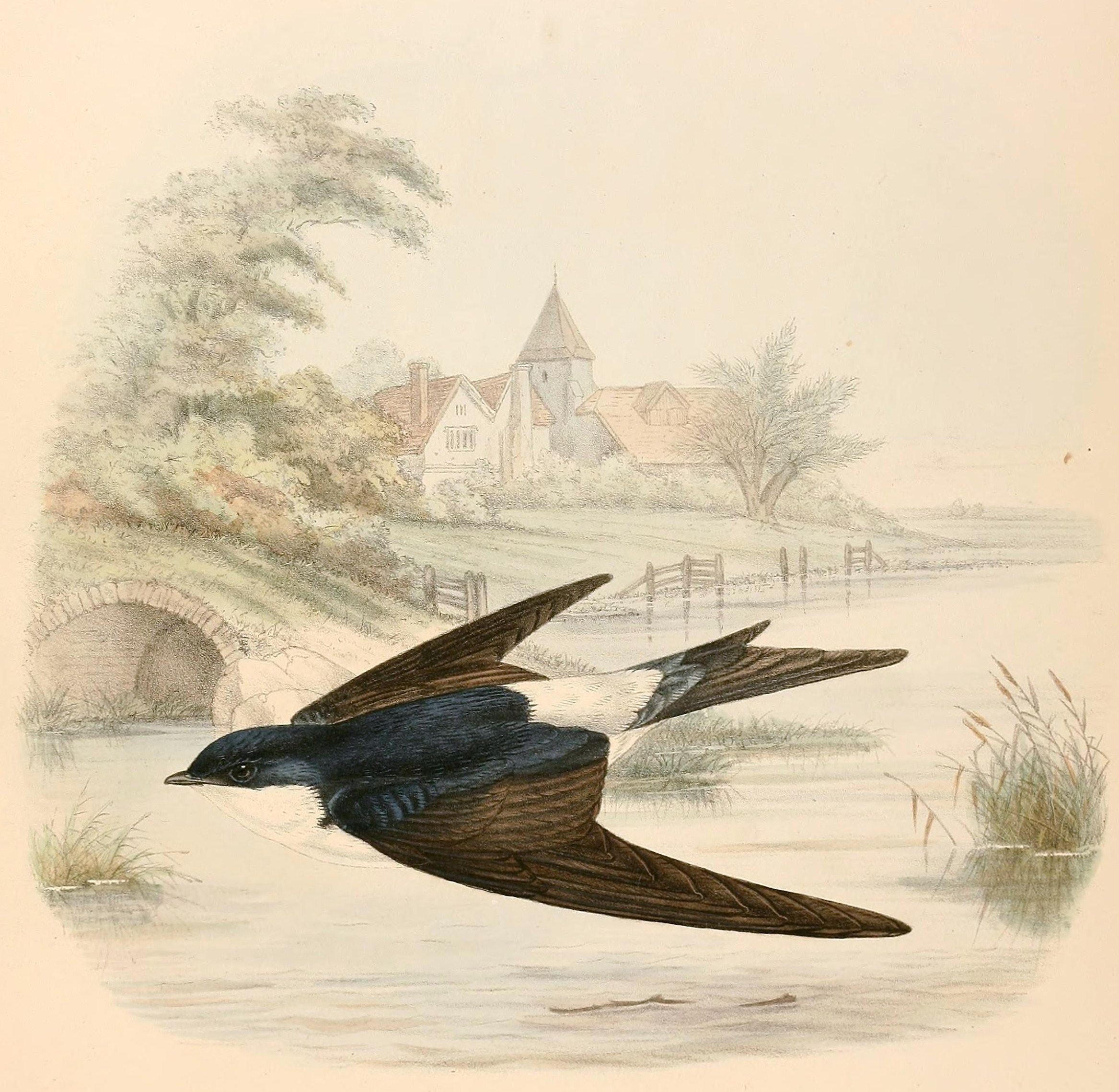
Ilustrace letící jiřičky obecné od R. B. Sharpa z knihy A monograph of the Hirundinidae (1894)

Jiřička obecná je díky svému životu v těsné blízkosti lidských obydlí už tradičně známým ptačím druhem, který se objevuje i v lidových říkadlech, básních a pověrách. Některé z nich zmiňuje ve své knize i Košťál (1895):
Jiřička (v Hradecku „štíříček“ zvaná) jest o něco menší vlaštovky; podobá se jí v mnohém, ale je vážnější, opatrnější a prostší; − hnízdí se obyčejně pod trámy vně stavení. Přiletuje k nám o něco později a dříve nás opouští nežli vlaštovice; požívá u lidu též veliké vážnosti a lásky. Jiřička jest povahy veselé, miluje svobodu nade vše; zavřená v kleci hyne v několika dnech. Zvláštních schopností duševních nejeví. Vypravuje se, že byla původně hostinskou, a proto též jako pták miluje hluk a hádky. Hospodyně prý ji nemají rády, poněvadž se říká, že v tom domě jiřičky nejraději se hnízdí, kde jsou klepy na denním pořádku. Kde se mnoho jiřiček zdržuje, tam panují klevety a přirozeně také různice. Domnívati se, že jiřičky z pomsty vrabce, kteří se jejich hnízd zmocnili, zazdívají, jest bajkou.
Ptactvo v názorech, pověrách a zvycích lidu českého, str. 66–67
Celkem obsáhle se jiřičce věnuje ve druhém svazku knihy Život zvířat rovněž Alfred Brehm (1888), který mj. uvádí:
Povahou jiřička mnoho se podobá vlaštovce obecné; pozorozujeme-li však ji podrobněji, rozeznáme ji od této přece velmi snadno. „Zdá se býti,“ jak vypravuje Naumann, „vážnější, opatrnější a prostější ne−li ona, není tak důvěřiva, ale také ne placha, nelítá tak hbitě, přece však dosti rychle, ale více a častěji plavně, většinou výše než−li ona. Let její jest mírný, ne tak neobyčejně rychlý a střídavý, přes to však velmi rozmanitě se zahýbá a otáčí, brzo vysoko, brzo hluboko.“ (…) Ostříž a dřemlík nejúhavnějšími jsou nepřátely jiřičky. Hnízda její plenívají také sova pálená a sýc, druhdy také kolčavy, potkani a myši. Staří i mladí trápeni bývají od všelijakých cizopasníkův; od ostatních protivníků chrání se hbitostí. Jen ještě s jedním ptákem podstoupiti jest jim zuřivé půtky: s vrabcem totiž, a půtky ty končívají se často vraždou a zabitím. „Obyčejně,“ vypravuje Naumann, „vrabec sameček, jakmile vlaštovky hnízdo mají hotovo, zmocí se ho; vleze totiž bez okolků do něho a vykukuje drze z díry; jiřičky zatím nemohou proti násilníkovi učiniti nic, než že, sdruženy jsouce s některými jinými sesedkami a úzkostlivě křičíce, hnízdo obletují a na vetřelce dorážejí, aniž se však odvažují, v skutku ho napadnouti. (…) Jediné ochrany jim poskytuje, udělají−li do hnízda vchod tak těsný, že mohou se protlačiti právě jen ještě samy, kdežto tlustější vrabec toho nedokáže, což se osvědčilo skutečně u takových hnízd, u kterých užito bylo podobného umělého opatření.“ Ve střední Evropě také jiřička jest u veliké vážnosti; ve Vlaších však a ve Španělích hoši mají z toho potěšení, chytati ji na tenkou udici, kterou navnaďují pírkem. Vlaštovka pírek těch hledá pro své hnízdo, uvázne na udici a daremní nezbedové trápí ji pak způsobem nejhnusnějším. V Čechách jiřička ve městech i ve vesnicích dosti je časta, přiletujíc o něco později, než−li vlaštovka obecná. Dle Tschusiho hnízdí se v Krkonoších ve „Spindelmühle“ asi 50−60 párův a na Schlüsselbaudě asi 70 párův.
Život zvířat, str. 546–548

### Pták roku
Výbor České společnosti ornitologické zvolil jiřičku obecnou za Ptáka roku 2020, čímž dle vlastního vyjádření mínil „upozornit na ubývání vhodného životního prostředí vlivem stavebních úprav a zásahů do hnízdišť“. Stejný titul ptáka roku byl druhu udělen v obdobných kampaních rovněž v Německu (1974), Švýcarsku (2010) či Rakousku (2022) – většinou s cílem upozornit na klesající populační trend jiřičky obecné v těchto zemích.